# Oecomys roberti
Oecomys roberti (o rata arrozalera amazónica) es una especie de roedor de Sudamérica en el género Oecomys. Tiene una gran distribución en la Amazonia, siendo encontrada en Bolivia, Brasil, Guyana Francesa, Guyana, Perú, Surinam y Venezuela.

## Literatura citada
- Costa, L., Weksler, M. and Bonvicino, C. 2008. «Oecomys roberti». Lista Roja de especies amenazadas de la UICN 2009 (en inglés). 2008. ISSN 2307-8235. Consultado el 2 de diciembre de 2009..